# شالکار-یگا-کارا
شالکار-یگا-کارا (روسی: Шалкар-Ега-Кара) یک دریاچه در استان اورنبورگ کشور روسیه است.